# Marsdenia clausa
Marsdenia clausa är en oleanderväxtart som beskrevs av Robert Brown. Marsdenia clausa ingår i släktet Marsdenia och familjen oleanderväxter. Inga underarter finns listade i Catalogue of Life.